# Somatochlora clavata
Somatochlora clavata – gatunek ważki z rodziny szklarkowatych (Corduliidae). Występuje w Japonii i Korei Południowej. Opisał go w 1913 roku K. Oguma w oparciu o dwa samce odłowione przez niego w Sapporo na wyspie Hokkaido.